# Juscelinomys candango
Juscelinomys candango е изчезнал вид бозайник от семейство Хомякови (Cricetidae).

## Разпространение
Видът е бил разпространен в Южна Америка.